# Маседу, Жоакин Мануэл ди
Жоаким Мануэл ди Маседу (порт. Joaquim Manuel de Macedo) — бразильский писатель, врач, учитель, поэт и журналист, автор известного романа «Смуглянка». Ему посвящено 20 кресло Бразильской академии литературы.

## Биография
Родился 24 июня 1820 года городке Итабораи в семье Северину ди Маседу Карвалью и Бенигны Катарины Консейсан. В 1844 году он закончил обучаться медицине в Рио-де-Жанейро, и в том же году вышел первый роман Жоакима — «Смуглянка» (A Moreninha). В 1849 году он вместе с Мануэлем де Араужо Порту-алегре и Антониу Диашем основал журнал Guanabara, в котором напечатал большую часть поэмы A Nebulosa. 
После возвращения в Рио-де-Жанейро, Жоаким Мануэл ди Маседу начал преподавать в Колежиу Педру II, навсегда забросив медицину. Хорошее отношение со стороны императорской семьи позволило писателю стать наставником для детей  Изабеллы Бразильской. Был одним из активнейших членов Института истории и географии Бразилии. 
Был женат на Марии Абреу-Содре. Умер 11 мая 1882 года.

## Творчество

### Романы
- A Moreninha («Смуглянка», 1844)
- O Moço Loiro («Белокурый юноша», 1845)
- Os Dois Amores («Две любви», (1848))
- Rosa («Роза», 1849)
- Vicentina (1853)
- O Forasteiro (1855)
- Os Romances da Semana (1861)
- Rio do Quarto (1869)
- A Luneta Mágica (1869)
- As Vítimas-algozes (1869)
- As Mulheres de Mantilha («Женщины под мантильей», 1870)

### Поэзия
- A Nebulosa (1857)

### Пьесы
- O Cego (1845)
- Cobé (1849)
- O Fantasma Branco (1856)
- O Primo da Califórnia (1858)
- Luxo e Vaidade (1860)
- A Torre em Concurso (1863)
- Lusbela (1863)
- Cincinato Quebra-Louças (1873)

### Биографии
- Ano Biográfico Brasileiro (1876)
- Mulheres Célebres (1878)

### Сатира
- A Carteira do Meu Tio (1855)
- Memórias do Sobrinho do Meu Tio (1867-1868)